# Селиверстов, Сергей Михайлович
Сергей Михайлович Селиверстов (ранее 1755—1785) — генерал-майор, комендант города Астрахань.

## Биография
В военную службу вступил в 1755 году. В 1766 году произведён в секунд-майоры. Принимал участие в русско-турецкой войне 1768—1774 годов. За отличие в 1770 году получил чин премьер-майора Тенгинского пехотного полка и 21 апреля 1771 года произведён в подполковники. 26 ноября 1772 года он был награждён орденом св. Георгия 4-й степени (№ 171 по кавалерскому списку Судравского и № 204 по списку Григоровича — Степанова)
За овладение ретранжаментом при штурме крепости Журжи.
Вслед за тем он был переведён в 4-й гренадерский полк, в котором с 1777 года был полковником. В 1782 году получил чин бригадира и с 1783 года был генерал-майором и Астраханским комендантом.
Скончался в Астрахани 20 сентября 1785 года.
Его брат Алексей командовал Копорским пехотным полком и также был генерал-майором.